# Larkfield-Wikiup
Larkfield-Wikiup es un lugar designado por el censo ubicado en el condado de Sonoma en el estado estadounidense de California. En el año 2000 tenía una población de 7,479 habitantes y una densidad poblacional de 634.4 personas por km².

## Geografía
Larkfield-Wikiup se encuentra ubicado en las coordenadas 38°30′31″N 122°45′11″O / 38.50861, -122.75306. Según la Oficina del Censo, la ciudad tiene un área total de 11,8 km² (4,6 mi²), de la cual 11,8 km² (4,6 mi²) es tierra y 0,4 km² (0,2 mi²) (4.7%) es agua.

## Demografía
Según la Oficina del Censo en 2000 los ingresos medios por hogar en la localidad eran de $62,202, y los ingresos medios por familia eran $66,504. Los hombres tenían unos ingresos medios de $55,153 frente a los $35,954 para las mujeres. La renta per cápita para la localidad era de $27,062. Alrededor del 6.5% de la población estaban por debajo del umbral de pobreza.